# Basketball-Ozeanienmeisterschaft der Damen 2013
Die Basketball-Ozeanienmeisterschaft der Damen 2013, die fünfzehnte Basketball-Ozeanienmeisterschaft der Damen, fand zwischen dem 14. und 18. August 2013 in Auckland, Neuseeland sowie Canberra, Australien statt. Es war das zweite Mal, dass Neuseeland und Australien das Turnier gemeinsam ausrichteten. Gewinner war die Mannschaft Australiens, die zum vierzehnten Mal den Titel erringen konnte. In der Serie konnte Neuseeland klar 2:0 geschlagen werden. Da die Serie nach dem zweiten Spiel entschieden war, wurde auf ein drittes Spiel verzichtet.

## Spielorte
| Land       | Ort      | Spielstätte               | Kapazität |
| ---------- | -------- | ------------------------- | --------- |
| Australien | Canberra | AIS Arena                 | 5.200     |
| Neuseeland | Auckland | North Shore Events Centre | 4.400     |

## Schiedsrichter
Timothy Andrew Frederick Brown

 Toni Le-Anne Caldwell

 Elena Chernova 

## Teilnehmende Mannschaften
Australien
| Nummer | Position | Name            | Geburtsdatum | Größe      | Verein                |
| ------ | -------- | --------------- | ------------ | ---------- | --------------------- |
| 4      | G        | Natalie Hurst   | 08.04.1983   | 1,63 Meter | Canberra Capitals     |
| 5      | G        | Kelly Wilson    | 01.01.1984   | 1,70 Meter | Bendigo Spirit        |
| 6      | F        | Jennifer Screen | 26.02.1982   | 1,80 Meter | Adelaide Lightning    |
| 7      | C        | Cayla Francis   | 01.05.1989   | 1,92 Meter | Rezé-Nantes Basket 44 |
| 8      | C        | Natalie Burton  | 23.03.1989   | 1,94 Meter | West Coast Waves      |
| 9      | G        | Tess Madgen     | 12.08.1990   | 1,80 Meter | Melbourne Boomers     |
| 10     | G        | Hanna Zavecz    | 21.08.1985   | 1,83 Meter | Logan Thunder         |
| 11     | F        | Laura Hodges    | 13.12.1983   | 1,88 Meter | Adelaide Lightning    |
| 12     | G        | Belinda Snell   | 10.01.1981   | 1,80 Meter | CCC Polkowice         |
| 13     | G        | Kristen Veal    | 24.07.1981   | 1,76 Meter | Logan Thunder         |
| 14     | F/C      | Marianna Tolo   | 02.07.1989   | 1,96 Meter | CJM Bourges Basket    |
| 15     | F/C      | Lauren Jackson  | 11.05.1981   | 1,95 Meter | Seattle Storm         |

 Neuseeland
| Nummer | Position | Name                    | Geburtsdatum | Größe      | Verein                     |
| ------ | -------- | ----------------------- | ------------ | ---------- | -------------------------- |
| 4      | F        | Kalani Eden Purcell     | 13.01.1995   | 1,88 Meter | Waikato Wizards            |
| 5      | C        | Megan Miringa Craig     | 11.02.1993   | 2,03 Meter | Albany Great Danes         |
| 6      | F        | Penina Jasmine Davidson | 02.09.1995   | 1,83 Meter | Auckland Lady Hawks        |
| 7      | F        | Antonia Edmondson       | 10.05.1987   | 1,83 Meter | West Coast Waves           |
| 8      | G        | Samara Mary Gallaher    | 06.08.1992   | 1,78 Meter | Otago Goldrush             |
| 9      | G        | Micaela Cocks           | 02.05.1986   | 1,74 Meter | Townsville Fire            |
| 10     | F        | Lisa Wallbutton         | 14.01.1986   | 1,83 Meter | West Coast Waves           |
| 11     | F        | Jessica Rose Bygate     | 10.01.1992   | 1,85 Meter | Dickinson State Blue Hawks |
| 12     | F        | Casey Laing Lockwood    | 05.11.1985   | 1,85 Meter | Townsville Fire            |
| 14     | G        | Jordan Taiana Hunter    | 20.08.1990   | 1,72 Meter | Auckland Lady Hawks        |
| 15     | F        | Stella Rose Beck        | 25.09.1995   | 1,79 Meter | Hutt Valley-Porirua Flyers |

## Modus
Gespielt wurde in Form einer Best-of-Three Serie. Die Mannschaft, die zuerst zwei Siege erringen konnte, wurde Basketball-Ozeanienmeister der Damen 2013. 

## Ergebnisse
| 14. August 2013 17:00 | Bericht | Neuseeland | 50 – 66 | Australien                                                                      | North Shore Events Centre, Auckland Schiedsrichter: Timothy Andrew Frederick Brown, Toni Le-Anne Caldwell, Elena Chernova |
| 14. August 2013 17:00 | Bericht | Punkte pro Viertel: 13 : 17, 13 : 17, 14 : 23, 10 : 9 |         |                                                                                 | North Shore Events Centre, Auckland Schiedsrichter: Timothy Andrew Frederick Brown, Toni Le-Anne Caldwell, Elena Chernova |
| 14. August 2013 17:00 | Bericht | Punkte: Antonia Edmondson 18 Rebounds: Antonia Edmondson 6 Assists: Micaela Cocks, Antonia Edmondson, Jordan Taiana Hunter, Kalani Eden Purcell, Lisa Wallbutton 2 |         | Punkte: Lauren Jackson 22 Rebounds: Lauren Jackson 9 Assists: Jennifer Screen 5 | North Shore Events Centre, Auckland Schiedsrichter: Timothy Andrew Frederick Brown, Toni Le-Anne Caldwell, Elena Chernova |
| 14. August 2013 17:00 | Bericht | |         |                                                                                 | North Shore Events Centre, Auckland Schiedsrichter: Timothy Andrew Frederick Brown, Toni Le-Anne Caldwell, Elena Chernova |

| 18. August 2013 14:00 | Bericht | Australien                                                                    | 84 – 66 | Neuseeland                                                                      | AIS Arena, Canberra Schiedsrichter: Timothy Andrew Frederick Brown, Toni Le-Anne Caldwell, Elena Chernova |
| 18. August 2013 14:00 | Bericht | Punkte pro Viertel: 20 : 16, 19 : 18, 28 : 14, 17 : 18                        |         |                                                                                 | AIS Arena, Canberra Schiedsrichter: Timothy Andrew Frederick Brown, Toni Le-Anne Caldwell, Elena Chernova |
| 18. August 2013 14:00 | Bericht | Punkte: Lauren Jackson 21 Rebounds: Natalie Hurst 10 Assists: Belinda Snell 4 |         | Punkte: Antonia Edmondson 26 Rebounds: Micaela Cocks 9 Assists: Micaela Cocks 4 | AIS Arena, Canberra Schiedsrichter: Timothy Andrew Frederick Brown, Toni Le-Anne Caldwell, Elena Chernova |
| 18. August 2013 14:00 | Bericht |                                                                               |         |                                                                                 | AIS Arena, Canberra Schiedsrichter: Timothy Andrew Frederick Brown, Toni Le-Anne Caldwell, Elena Chernova |

| Australien               |
| Meister Australien       |
| Vierzehnte Meisterschaft |

## Statistiken

### Individuelle Statistiken

#### Punkte
| Gesamt | Gesamt            | Gesamt | pro Spiel | pro Spiel         | pro Spiel    |
| Platz  | Name              | Anzahl | Platz     | Name              | Durchschnitt |
| ------ | ----------------- | ------ | --------- | ----------------- | ------------ |
| 1      | Antonia Edmondson | 44     | 1         | Antonia Edmondson | 22,0         |
| 2      | Lauren Jackson    | 43     | 2         | Lauren Jackson    | 21,5         |
| 3      | Micaela Cocks     | 33     | 3         | Micaela Cocks     | 16,5         |
| 4      | Belinda Snell     | 22     | 4         | Belinda Snell     | 11,0         |
| 5      | Natalie Hurst     | 16     | 5         | Natalie Hurst     | 8,0          |

#### Rebounds
| Gesamt | Gesamt          | Gesamt | pro Spiel | pro Spiel       | pro Spiel    |
| Platz  | Name            | Anzahl | Platz     | Name            | Durchschnitt |
| ------ | --------------- | ------ | --------- | --------------- | ------------ |
| 1      | Lauren Jackson  | 16     | 1         | Lauren Jackson  | 8,0          |
| 2      | Natalie Hurst   | 15     | 2         | Natalie Hurst   | 7,5          |
| 3      | Micaela Cocks   | 13     | 3         | Micaela Cocks   | 6,5          |
| 4      | Lisa Wallbutton | 11     | 4         | Lisa Wallbutton | 5,5          |
| 5      | Kelly Wilson    | 10     | 5         | Kelly Wilson    | 5,0          |

#### Assists
| Gesamt | Gesamt            | Gesamt | pro Spiel | pro Spiel         | pro Spiel    |
| Platz  | Name              | Anzahl | Platz     | Name              | Durchschnitt |
| ------ | ----------------- | ------ | --------- | ----------------- | ------------ |
| 1      | Micaela Cocks     | 6      | 1         | Micaela Cocks     | 3,0          |
|        | Belinda Snell     | 6      |           | Belinda Snell     | 3,0          |
| 2      | Antonia Edmondson | 5      | 2         | Antonia Edmondson | 2,5          |
|        | Laura Hodges      | 5      |           | Laura Hodges      | 2,5          |
|        | Jennifer Screen   | 5      |           | Jennifer Screen   | 2,5          |

#### Blocks
| Gesamt | Gesamt                  | Gesamt | pro Spiel | pro Spiel               | pro Spiel    |
| Platz  | Name                    | Anzahl | Platz     | Name                    | Durchschnitt |
| ------ | ----------------------- | ------ | --------- | ----------------------- | ------------ |
| 1      | Marianna Tolo           | 3      | 1         | Marianna Tolo           | 1,5          |
| 2      | Antonia Edmondson       | 1      | 2         | Antonia Edmondson       | 1,0          |
| 3      | Megan Miringa Craig     | 1      | 3         | Megan Miringa Craig     | 0,5          |
|        | Penina Jasmine Davidson | 1      |           | Penina Jasmine Davidson | 0,5          |
|        | Cayla Francis           | 1      |           | Cayla Francis           | 0,5          |

#### Steals
| Gesamt | Gesamt                  | Gesamt | pro Spiel | pro Spiel               | pro Spiel    |
| Platz  | Name                    | Anzahl | Platz     | Name                    | Durchschnitt |
| ------ | ----------------------- | ------ | --------- | ----------------------- | ------------ |
| 1      | Belinda Snell           | 4      | 1         | Belinda Snell           | 2,0          |
| 2      | Penina Jasmine Davidson | 3      | 2         | Penina Jasmine Davidson | 1,5          |
| 3      | Antonia Edmondson       | 2      | 3         | Antonia Edmondson       | 1,0          |
|        | Laura Hodges            | 2      |           | Laura Hodges            | 1,0          |
|        | Natalie Hurst           | 2      |           | Natalie Hurst           | 1,0          |

### Kollektive Statistiken

#### Punkte
| Gesamt | Gesamt     | Gesamt | pro Spiel | pro Spiel  | pro Spiel    |
| Platz  | Name       | Anzahl | Platz     | Name       | Durchschnitt |
| ------ | ---------- | ------ | --------- | ---------- | ------------ |
| 1      | Australien | 150    | 1         | Australien | 75,0         |
| 2      | Neuseeland | 116    | 2         | Neuseeland | 58,0         |

#### Rebounds
| Gesamt | Gesamt     | Gesamt | pro Spiel | pro Spiel  | pro Spiel    |
| Platz  | Name       | Anzahl | Platz     | Name       | Durchschnitt |
| ------ | ---------- | ------ | --------- | ---------- | ------------ |
| 1      | Australien | 78     | 1         | Australien | 39.0         |
| 2      | Neuseeland | 63     | 2         | Neuseeland | 31,5         |

#### Assists
| Gesamt | Gesamt     | Gesamt | pro Spiel | pro Spiel  | pro Spiel    |
| Platz  | Name       | Anzahl | Platz     | Name       | Durchschnitt |
| ------ | ---------- | ------ | --------- | ---------- | ------------ |
| 1      | Australien | 30     | 1         | Australien | 15,0         |
| 2      | Neuseeland | 22     | 2         | Neuseeland | 11,0         |

#### Blocks
| Gesamt | Gesamt     | Gesamt | pro Spiel | pro Spiel  | pro Spiel    |
| Platz  | Name       | Anzahl | Platz     | Name       | Durchschnitt |
| ------ | ---------- | ------ | --------- | ---------- | ------------ |
| 1      | Australien | 7      | 1         | Australien | 3,5          |
| 2      | Neuseeland | 5      | 2         | Neuseeland | 2,5          |

#### Steals
| Gesamt | Gesamt     | Gesamt | pro Spiel | pro Spiel  | pro Spiel    |
| Platz  | Name       | Anzahl | Platz     | Name       | Durchschnitt |
| ------ | ---------- | ------ | --------- | ---------- | ------------ |
| 1      | Australien | 13     | 1         | Australien | 6,5          |
| 2      | Neuseeland | 9      | 2         | Neuseeland | 4,5          |

## Abschlussplatzierung
| Rang | Mannschaft |
| ---- | ---------- |
| 1    | Australien |
| 2    | Neuseeland |

Australien qualifizierte sich durch den 2:0-Sieg in der Serie für die Basketball-Weltmeisterschaft der Damen 2014 in der Türkei. 